# D. A. Carson
Pour les articles homonymes, voir Carson.
Donald Arthur Carson, né le 21 décembre 1946, est un théologien et exégète chrétien évangélique baptiste canadien. Il est professeur émérite de Nouveau Testament à la   Trinity Evangelical Divinity School (en) et président et cofondateur du mouvement évangélique The Gospel Coalition connu en francophonie sous le nom Évangile 21. Il est l'auteur de plusieurs dizaines de livres et est actuellement président de l'Evangelical Theological Society (en).
Carson est décrit comme l'un des spécialistes majeurs du nouveau testament dans le monde évangélique contemporain,. Ses ouvrages portent sur un large éventail de sujets, notamment le Nouveau Testament, l'herméneutique, la théologie biblique, le Nouveau Testament grec, l'utilisation de l'Ancien Testament dans le Nouveau.

## Biographie

### Formation
Il fait d'abord des études de sciences à l’Université McGill de Montréal au Québec et obtient un bachelor of Science en 1967, puis il étudie la théologie au Heritage College and Seminary (en) (Association des Églises baptistes évangéliques au Canada) et obtient un master de théologie (Master of Divinity) en 1970. Puis il travaille sur un doctorat en philosophie du Nouveau Testament à l’Université de Cambridge en Angleterre qu'il soutient et obtient en 1975.

### Ministère
En 1975, il devient professeur de Nouveau Testament au  Northwest Baptist Seminary (en) (Association des Églises baptistes évangéliques au Canada) de Langley. En 1978, Carson rejoint la Trinity Evangelical Divinity School, séminaire évangélique situé à Deerfield, dans la banlieue de Chicago dans l'Illinois aux États-Unis.
En 2005, Carson fonde le mouvement évangélique The Gospel Coalition avec le pasteur Tim Keller. La Gospel Coalition est connue pour sa promotion du New Calvinism, ses articles, ses conférences et publications. Carson préside The Gospel Coalition jusqu'au 20 janvier 2020, où Julius Kim lui succède. Carson en reste le principal référent théologique.
Son œuvre comporte en 2024 plus de 60 livres.

## Ouvrages

### En français
- D.A. Carson et Douglas J. Moo, Introduction au Nouveau Testament, Charols, Excelsis, 2015, 756 p. (ISBN 9782755000481).
- Évangile selon Jean - commentaire, Excelsis, Charols, 2011, 976 p. (ISBN 9782755001327).
- Jusques à quand ? Réflexions sur le mal et la souffrance, Charols, Excelsis, 2015, 320 p. (ISBN 9782755000016).
- Jésus le Fils de Dieu - Un titre christologique en débat, souvent méconnu, parfois mal compris, Lyon, Éditions Clé, 2016, 120 p. (ISBN 9782358430463).
- Le Dieu qui est là, Lyon, Éditions Clé, 2013, 320 p. (ISBN 9782358430180).
- La Croix est un scandale - Réflexions sur la mort et la résurrection de Jésus-Christ, Chalon-sur-Saône, Europresse, 180 p. (ISBN 9782914562683).
- Le Dieu qui se dévoile 1 - Un guide pour découvrir les richesses de la Bible - Vol. 1, Lyon, Éditions Clé, 2007, 432 p. (ISBN 9782906090798).
- Le Dieu qui se dévoile 2 - Un guide pour trouver les richesses de la Bible - Vol. 2, Lyon, Éditions Clé, 2007, 432 p. (ISBN 9782906090910).
- L’Église émergente, Comprendre le mouvement et ses implications, Trois-Rivières - Québec - Canada, Impact, 2008, 338 p. (ISBN 9782890821163).
- La Prière renouvelée, Charols, Excelsis, 2005, 272 p. (ISBN 9782755000023).
- Mémoires d'un pasteur ordinaire : La vie et les réflexions de Tom Carson, Trois-Rivières - Québec - Canada, Cruciforme, 2013, 197 p. (ISBN 9782924110270).

### En anglais
- (en) D. A. Carson, The King James Version Debate: A Plea for Realism, Grand Rapids, MI, Baker Books, 1979 (ISBN 0-8010-2427-7).
- (en) D. A. Carson, Exegetical Fallacies, Grand Rapids, MI, Baker Books, 1984 (ISBN 0-8010-2499-4).
- (en) D. A. Carson, Showing the Spirit: A Theological Exposition of 1 Corinthians 12–14, Grand Rapids, MI, Baker Books, 1987 (ISBN 978-0-801-02521-1).
- (en) D. A. Carson, How Long, O Lord?: Reflections on Suffering and Evil, Grand Rapids, MI, Baker Academic, 1990 (ISBN 0-8010-3125-7).
- (en) D. A. Carson, Leon Morris et Douglas J. Moo, An Introduction to the New Testament, Grand Rapids, MI, Zondervan, 1991 (ISBN 978-0-310-51940-9, OCLC 24218222).
- (en) D. A. Carson, The Gospel According to John, Grand Rapids, MI, Eerdmans, coll. « PNTC », 1991 (ISBN 0-851-11749-X).
- (en) D. A. Carson, A Call to Spiritual Reformation: Priorities from Paul and His Prayers, Downers Grove, IL, 1st, 1992 (ISBN 978-0-851-10976-3).
- (en) D. A. Carson, The Cross and Christian Ministry: Leadership Lessons from 1 Corinthians, Grand Rapids, MI, Baker Academic, 1993 (ISBN 0-8010-9168-3).
- (en) D. A. Carson, Basics for Believers: An Exposition of Philippians, Grand Rapids, MI, Baker Academic, 1996 (ISBN 978-0801054945).
- (en) D. A. Carson, The Inclusive Language Debate: A Plea for Realism, Downers Grove, IL, Inter-Varsity Press, 1998 (ISBN 0-85111-584-5).
- (en) D. A. Carson, The Difficult Doctrine of the Love of God, Wheaton, IL, Crossway Books, 1999 (ISBN 1-58134-126-1).
- (en) D. A. Carson, For the Love of God, 2 Volume Devotional Commentary Based on Robert Murray M'Cheyne's System for Reading the Bible Through in One Year, Wheaton, IL, Crossway Books, 1998 (ISBN 1-58134-815-0).
- (en) D. A. Carson, Telling the Truth: Evangelizing Postmoderns, Grand Rapids, MI, Zondervan, 2000 (ISBN 978-0-310-24334-2).
- (en) D. A. Carson, Divine Sovereignty and Human Responsibility: Biblical Perspective in Tension, Eugene, OR, Wipf and Stock, 2002 (ISBN 978-1-579-10859-5).
- (en) D. A. Carson, Gagging of God, The: Christianity Confronts Pluralism, Grand Rapids, MI, Zondervan, 2002 (ISBN 978-0-310-24286-4).
- (en) D. A. Carson, Becoming Conversant with the Emerging Church: Understanding a Movement and Its Implications, Grand Rapids, MI, Zondervan, 2005 (ISBN 0-310-25947-9, lire en ligne ).
- (en) D. A. Carson et Douglas J. Moo, An Introduction to the New Testament, Grand Rapids, MI, rev. 2nd, 2005 (ISBN 978-0-310-23859-1).
- (en) D. A. Carson, Christ and Culture Revisited, Grand Rapids, MI, Baker Academic, 2008 (ISBN 978-0-8028-3174-3).
- (en) D. A. Carson, Memoirs of an Ordinary Pastor: The Life and Reflections of Tom Carson, Wheaton, IL, Crossway Books, 2008 (ISBN 978-1-4335-0199-9).
- (en) D. A. Carson, The Intolerance of Tolerance, Grand Rapids, MI, Eerdmans, 2009 (ISBN 978-0-802-83170-5, OCLC 768806216).
- (en) D. A. Carson, Evangelicalism: What Is It and Is It Worth Keeping?, Wheaton, IL, Crossway Books, 2009 (ISBN 978-1-43351122-6, OCLC 1433511223).
- (en) D. A. Carson, Scandalous: The Cross and Resurrection of Jesus, Wheaton, IL, Crossway Books, 2010 (ISBN 978-1-4335-1125-7).
- (en) D. A. Carson, Sermon on the Mount: An Exposition of Matthew 5–7, Paternoster, 2010 (ISBN 978-1-850-78889-8).
- (en) D. A. Carson, The God Who Is There: Finding Your Place In God's Story, Grand Rapids, MI, Baker Books, 2010 (ISBN 978-0-801-01372-0).
- (en) D. A. Carson, Jesus the Son of God: A Christological Title Often Overlooked, Sometimes Misunderstood, and Currently Disputed, Wheaton, IL, Crossway Books, 2012 (ISBN 9781433537967).
- (en) D. A. Carson, Praying with Paul: A Call To Spiritual Reformation, Grand Rapids, MI, 2nd, 2015 (ISBN 978-0-801-09710-2) – édition revue de A Call to Spiritual Reformation publié en 1992.